# Attaphila aptera
Attaphila aptera är en kackerlacksart som beskrevs av Bolivar 1905. Attaphila aptera ingår i släktet Attaphila och familjen småkackerlackor. Inga underarter finns listade.